# Нивки (станція метро)
50°27′31.15″ пн. ш. 30°24′14.55″ сх. д. / 50.4586528° пн. ш. 30.4040417° сх. д.
«Ни́вки» — 13-та станція Київського метрополітену. Розташована на Святошинсько-Броварській лінії між станціями «Святошин» і «Берестейська». Названа за однойменною історичною місцевістю Києва. Відкрита 5 листопада 1971 року.

## Конструкція
Конструкція станції — колонна трипрогінна мілкого закладення зі збірних залізобетонних елементів з острівною платформою.
Колійний розвиток: станція без колійного розвитку. Колійні стіни й колони облицьовані керамічною кахельною плиткою. Колійну стіну прикрашено плиткою з варіантним малюнком рослинного характеру, автор Ганна Шарай. Дверцята на колійній стіні прикрашено керамічними плакетами з зображенням фантастичних тварин, автори Ніна Федорова та Галина Севрук.
Зал станції з двох боків сполучений сходами з підземними вестибюлями, які виходять в підземні переходи, котрі мають розгалужені виходи на вулицю Данила Щербаківського та Берестейський проспект. Наземний вестибюль відсутній.

## Розташування
Станція розташована на Берестейському проспекті, в районі житлового масиву Нивки, поблизу мальовничого парку. Тролейбусні та автобусні маршрути поєднують станцію з іншими житловими масивами. Станція є однією з основних пунктів кінцевих приміських маршрутних таксі (разом зі станціями метро «Святошин», «Академмістечко», Галицькою площею). Зокрема, звідси вирушають автобус та маршрутні таксі на Пущу-Водицю.

## Пасажиропотік

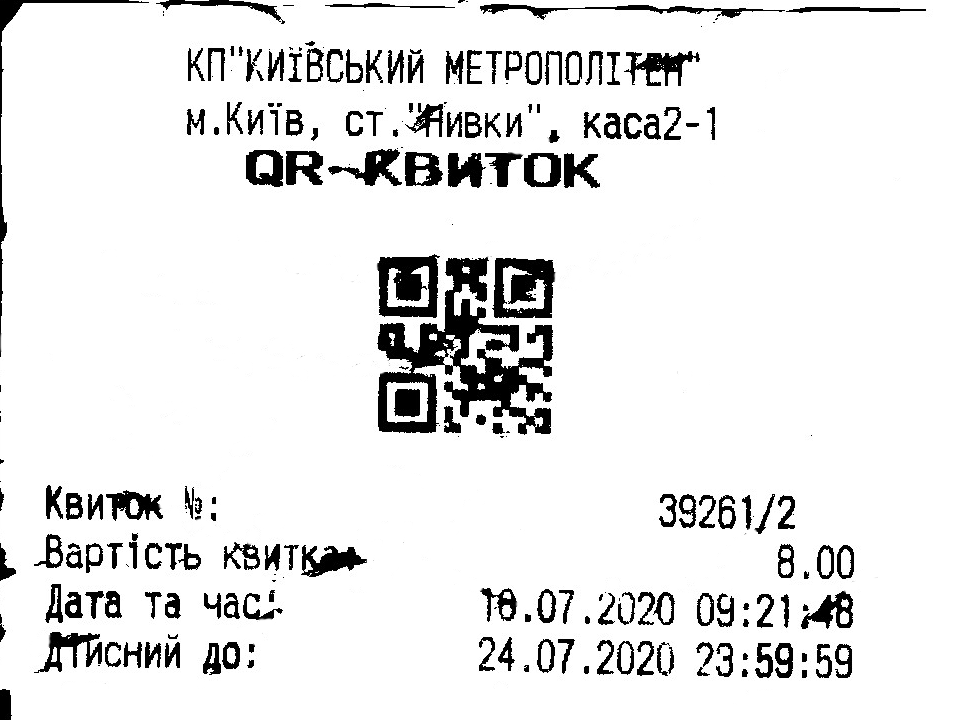
Паперовий qr-квиток для оплати проїзду в Київському метрополітені в 2020 році, придбаний на станції Нивки

| Рік                           | 2009 | 2011 | 2012 | 2013 | 2014 | 2015 | 2016 | 2017 | 2018 |
| ----------------------------- | ---- | ---- | ---- | ---- | ---- | ---- | ---- | ---- | ---- |
| Пасажиропотік, тис. осіб/добу | 28,4 | 27,1 | 26,3 | 27,1 | 24,5 | 23,2 | 23,4 | 23,8 | 24,3 |

## Галерея

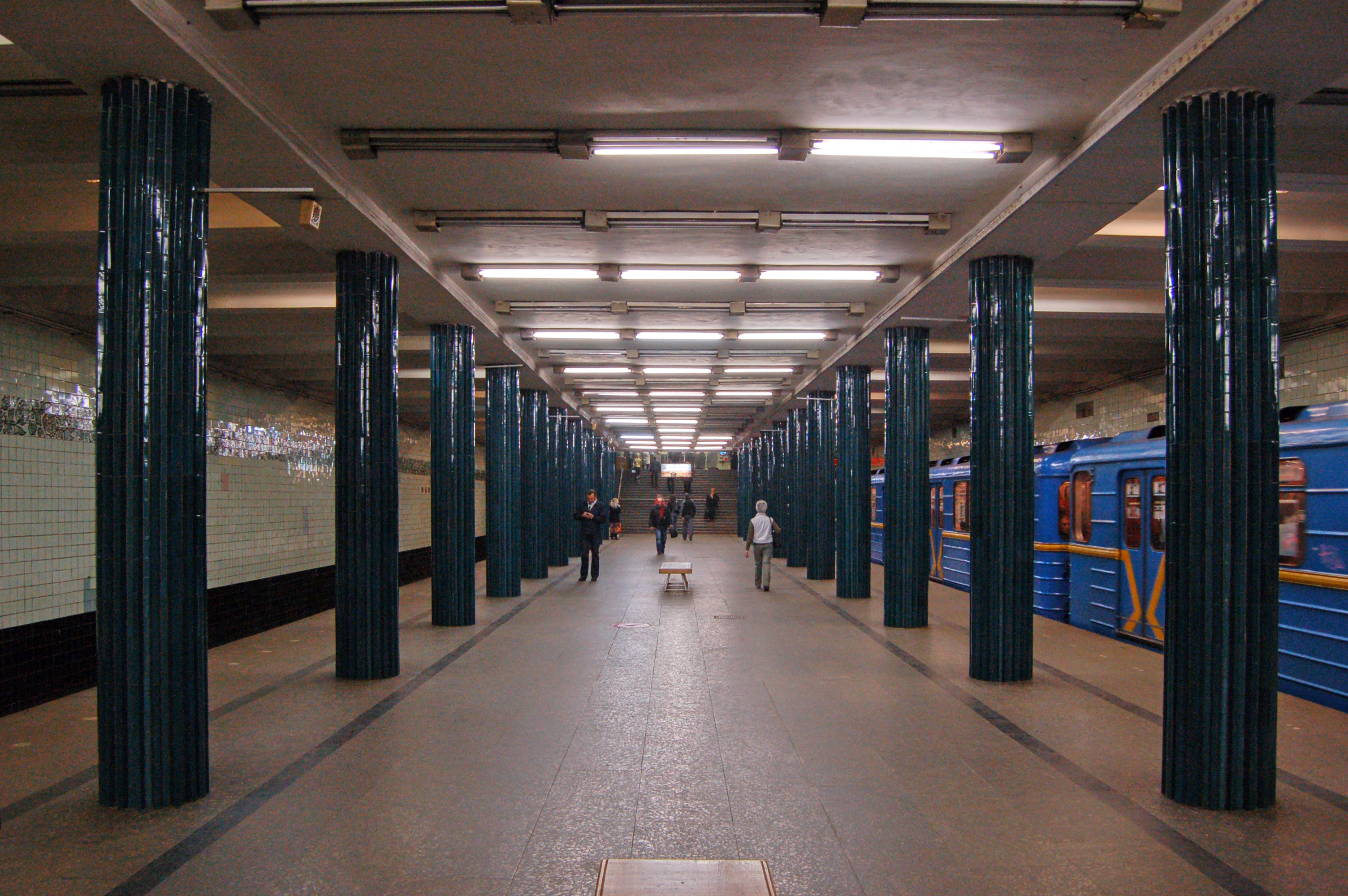
Платформа
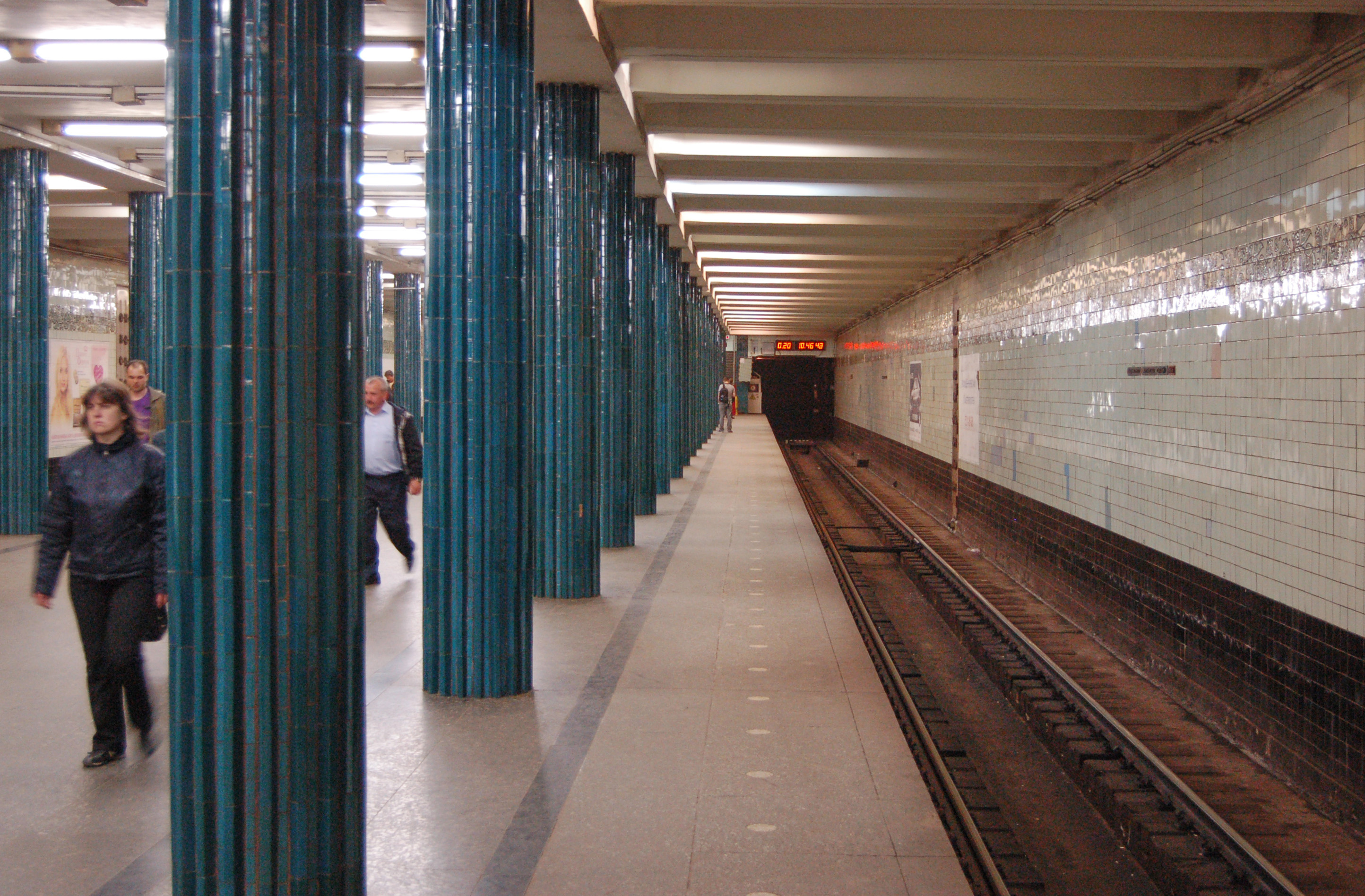
Посадкова платформа
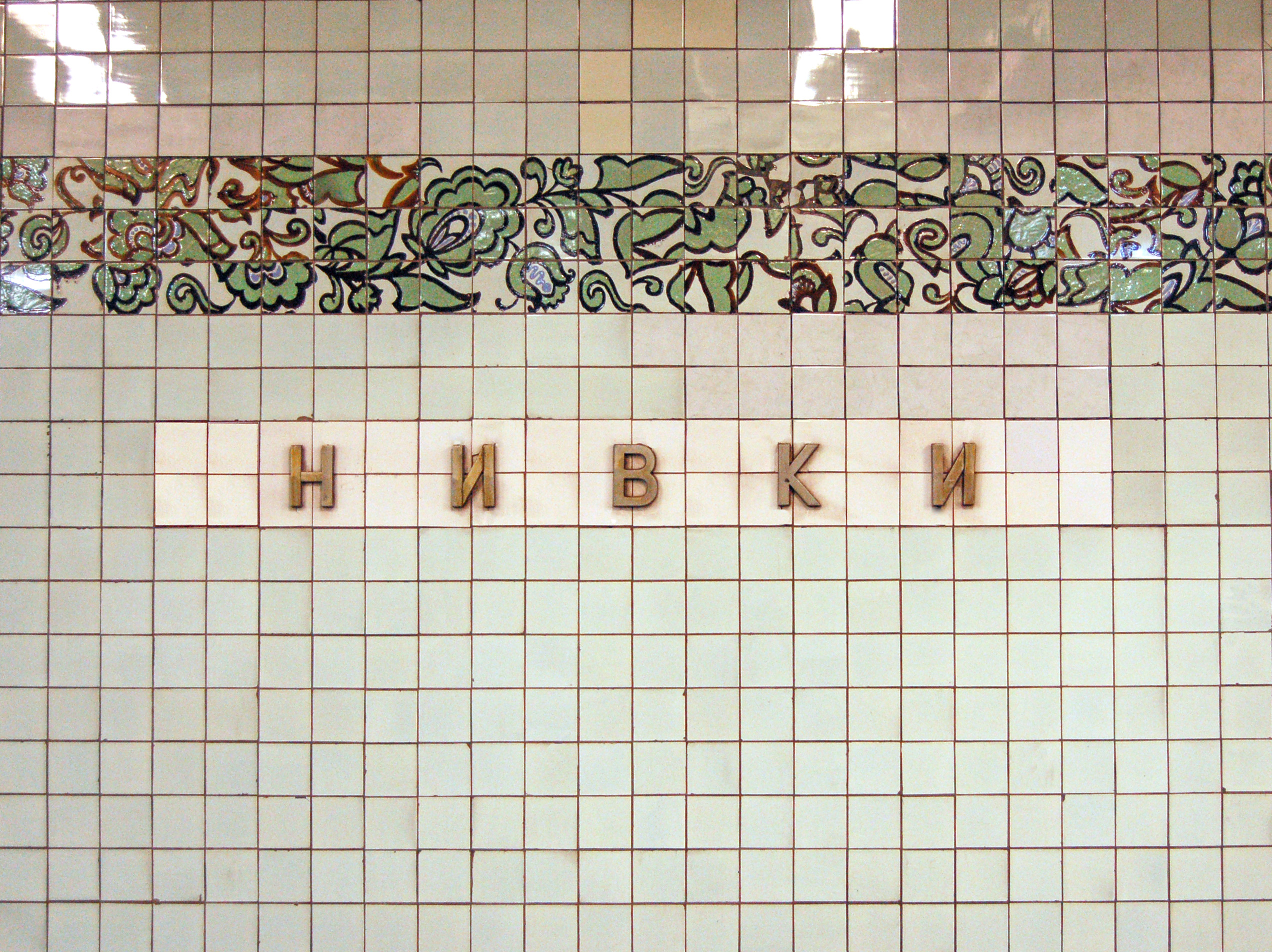
Назва станції на колійній стіні
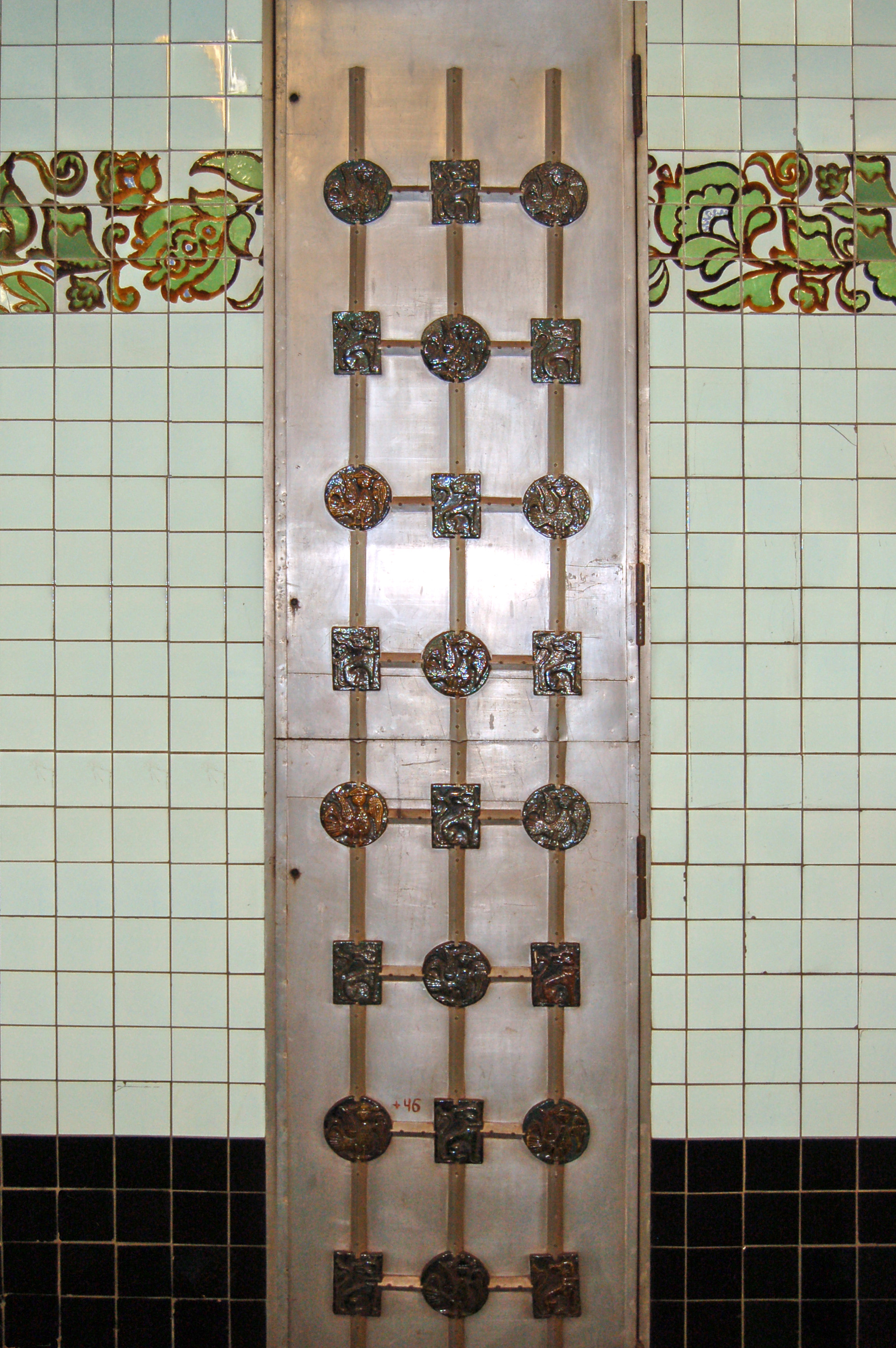
Дверцята на колійній стіні
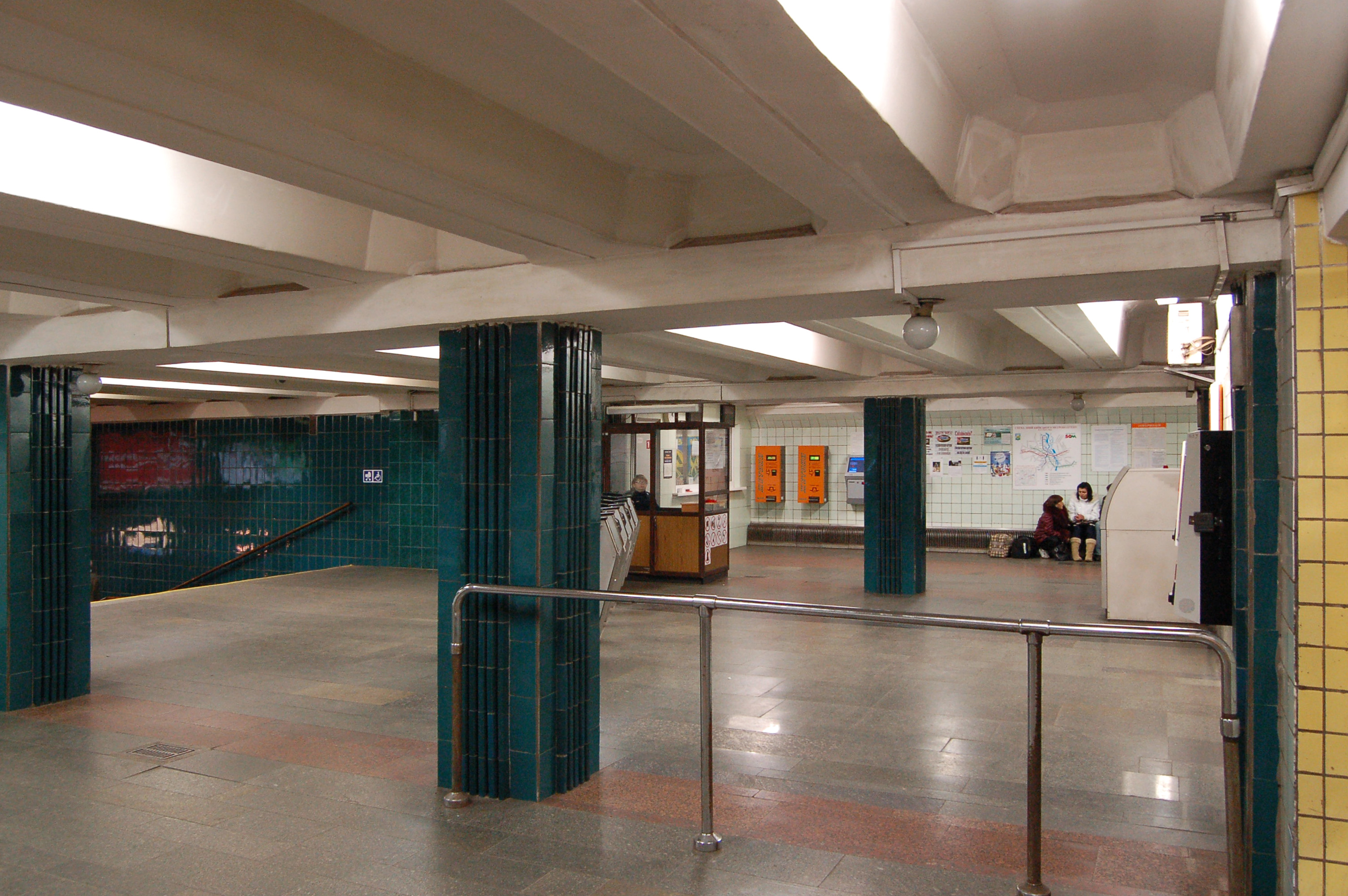
Касовий зал

## Розклад відправлення поїздів
Відправлення першого поїзду в напрямі:
- ст. «Лісова» — 05:42
- ст. «Академмістечко» — 06:07

Відправлення останнього поїзду в напрямі:
- ст. «Лісова» — 00:12
- ст. «Академмістечко» — 00:35

Розклад відправлення поїздів у вечірній час (після 22:00) в напрямі:
- ст. «Лісова» — 22:39, 22:51, 23:03, 23:14, 23:26, 23:37, 23:49, 0:00, 0:12
- ст. «Академмістечко» — 22:42, 22:54, 23:06, 23:17, 23:27, 23:37, 23:47, 23:57, 0:10, 0:22, 0:35